# Плаза (Бішкек)
«Плаза» (кирг. Дордой) — киргизький футбольний клуб, який представляє Бішкек.

## Хронологія назв
- …—2008: ФК «Дордой-Плаза» (Бішкек)
- 2009: ФК «Плаза» (Бішкек)

## Історія
Команда була заснована в місті Бішкек під назвою ФК «Дордой-Плаза» (Бішкек). В 2007 році «Дордой-Плаза» у 1/32 фіналу Кубку Киргизстану поступився команді ФК «Шопоков» з рахунком 0:1 та припинив боротьбу в Кубку. У 2008 році клуб дебютував у Вищій лізі чемпіонату Киргизстану та за підсумками сезону посів 8-ме місце. У національному кубку того сезону «Дордой-Плаза» у 1/16 фіналу програв з рахунком 3:4 команді «Щасливий день» (Кант) та припинив свої виступи в Кубку. У 2007—2008 роках ФК «Дордой-Плаза» був фарм-клубом «Дордоя» (Бішкек). В 2009 році команда змінила назву на «Плаза» (Бішкек) та формально перестала бути фарм-клубом «Дордоя». В цьому році у Вищій лізі команда посіла 8-ме місце, а в національному кубку досягла свого найкращого в історії результату, вийшла до 1/4 фіналу, але поступилася в ньому двічі з однаковим рахунком 0:5 Абдиш-Аті. Остання згадка про клуб датується початком жовтня 2014 року, в цьому сезоні клуб виступав у Першій лізі чемпіонату Киргизстану в Зоні «А» під своєю старою назвою, ФК «Дордой-Плаза»

## Досягнення
- Топ-Ліга
  - 8-ме місце (2): 2008, 2009

- Кубок Киргизстану
  - 1/4 фіналу (1): 2009

## Відомі гравці
- Арінзе Орієвунам
- Абай Русланбеков
- Нуркал Сатаєв
- Талайбек уулу Бактай
- Аман Талантбеков